# Bình Xuyên

Drapeau de l'armée du Binh Xuyen.

Le Binh Xuyen (en vietnamien Bộ đội Bình Xuyên ou Lực lượng Bình Xuyên) est un groupe vietnamien fondé dans les années 1920. Selon les époques et les points de vue, il est considéré comme une confrérie, une faction politique, une secte ou une mafia. Il a joué un rôle important durant la décolonisation et le début de la guerre du Viêt-Nam.
Le Binh Xuyen tire son nom d'un groupe de villages au sud de Cholon, ville comportant une importante communauté chinoise devenue un quartier périphérique de Saigon. Ses membres s'appellent « frères » entre eux et respectent un « strict code de l'honneur ».
La confrérie entretient des relations complexes avec les autorités coloniales françaises. Comme une partie de ses activités sont criminelles, trafic fluvial, jeu légal et clandestin, proxénétisme, le Binh Xuyen est tantôt réprimé, tantôt toléré. Il est toléré parce qu'il est considéré comme un stabilisateur social mais aussi parce qu'il corrompt et noyaute l'administration et la police. Durant les périodes de répression, il se réfugie dans la mangrove inextricable de Can Gio à une quarantaine de kilomètres de Saigon.
Durant la Seconde Guerre mondiale, le Binh Xuyen commerce avec les Japonais qui ont envahi l'Indochine française, lors du Coup de force japonais de 1945 en Indochine. Après la guerre, la confrérie entretient des liens avec les communistes et les nationalistes, dont les sectes du Caodaïsme et du Hòa Hảo, sans rompre avec les Français. En 1948, il se rallie à l'empereur Bảo Đại.
La fin du monopole de l'opium (commerce légal contrôlé par l'État français) est pour lui l'occasion de se développer et de s'enrichir considérablement. Il crée un puissant réseau de distribution, avec fumeries et points de vente. L'armée française s'allie secrètement à lui pour écouler l'opium produit par ses alliés Hmong et ainsi s'assurer une source de financement. Ils financent ainsi des opérations de contre-guérilla, comme dans l'opération X. Binh Xuyen assure la protection de Saïgon en échange du contrôle du trafic d'opium dans son agglomération.
La confrérie soutient les Français dans leur lutte contre les indépendantistes du Parti communiste vietnamien d'Hô Chi Minh. Ils sont écoutés par l'empereur Bảo Đại qui nomment un de ses membres à la direction de la Sûreté. La confrérie devient une milice armée, supplétifs des Français mais agissant souvent de façon indépendante et dans ses propres intérêts.
Les Américains voient ces milices d'un mauvais œil et après le départ des Français et la mise à l'écart de l'empereur, le premier ministre puis président du Viêt-Nam du Sud Ngô Đình Diệm décide de les éliminer. Diêm tente d'abord d'obtenir le soutien des sectes Hòa Hảo et du Caodaïsme qui possèdent aussi des milices armées mais celles-ci restent solidaires avec le Binh Xuyen. Après plusieurs escarmouches, Diêm conseillé par la CIA lance une offensive générale en avril 1955 à l'aide de chars et d'artillerie, des combats sanglants s'engagent à Saïgon en particulier autour du pont Y qui relie la ville au quartier de Cholon, où la confrérie est retranchée. Le 5 mai, les miliciens Binh Xuyen sont brisés et en fuite, Diêm est victorieux mais les combats urbains ont été meurtriers (500 victimes) et destructeurs (20 000 sans-abris).
Les combats se poursuivirent deux ans dans la mangrove de Can Gio, refuge traditionnel de la confrérie, jusqu'à sa défaite définitive, en 1956, et la fuite vers la France de son commandant militaire, Bay Vien (en).